# الکساندر ویسوتسکی
الکساندر ویسوتسکی (انگلیسی: Oleksandr Vysotskyi؛ زادهٔ ۱۶ ژوئن ۱۹۸۶) بازیکن فوتبال اهل اوکراین است.